# Limnephilus bucketti
Limnephilus bucketti là một loài Trichoptera trong họ Limnephilidae. Chúng phân bố ở miền Tân bắc.